# Poplifugia
La poplifugia o populifugia era una celebració d'origen poc clar, vinculada a dues festes consecutives del calendari de l'antiga Roma (la Nonae Caprotinae i la Vitulatio) perquè sembla que tenien un fons comú.

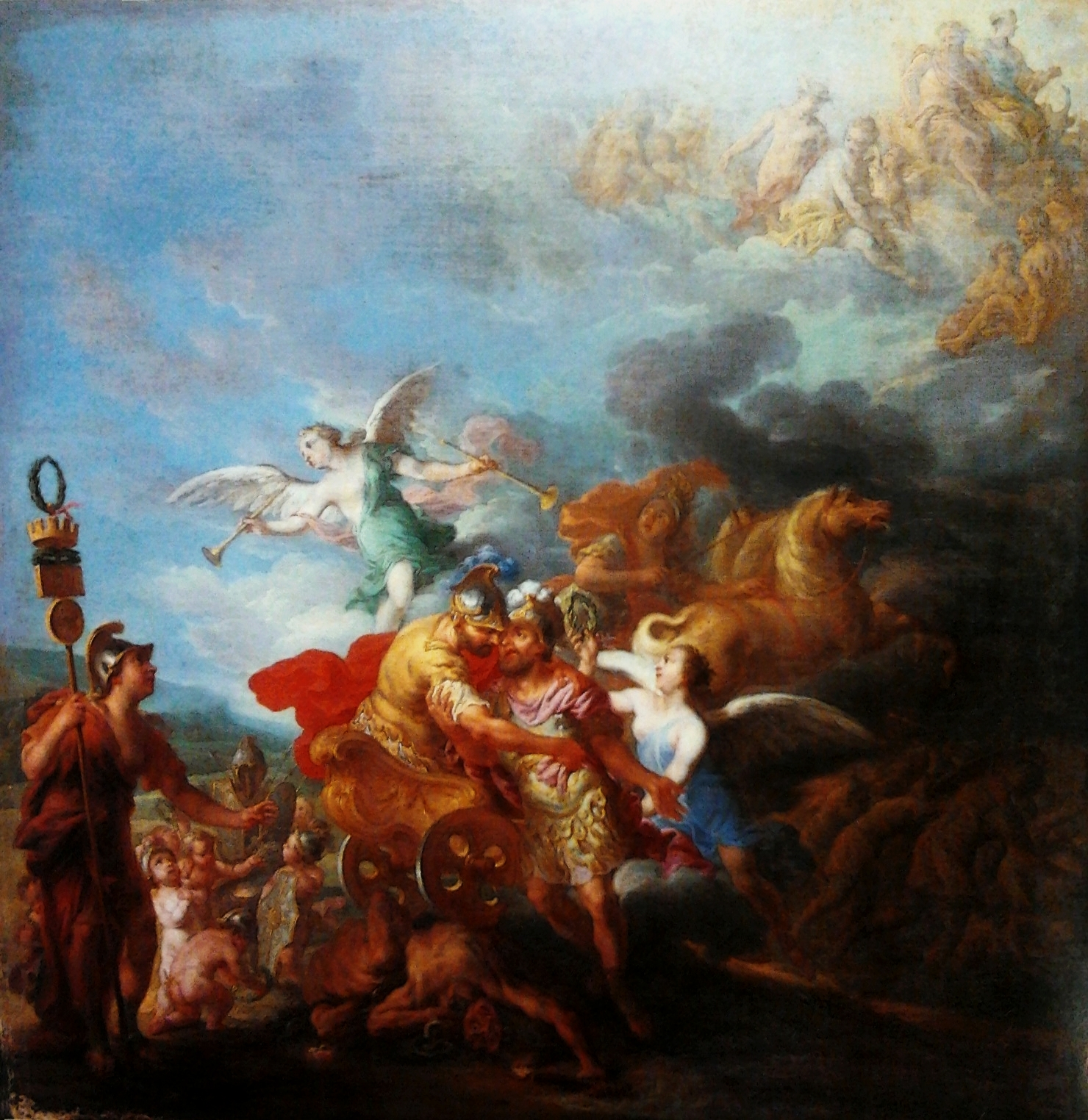
"Mart s'endú Ròmul a l'olimp", pintura de Jean Baptiste Nattier,(museu Joan Pau II, Varsòvia). La desaparició de Ròmul és una de les explicacions donades a la Poplifugia.

## Interpretacions de la Poplifugia
La poplifugia, també escrit populifugia significa literalment «les persones van fugir». L'any 389 aC, poc després del saqueig de Roma per part dels gals, els habitants de Ficulea i Fidenes es van alçar en armes contra els romans. Els ciutadans, veient-los venir van fugir de la ciutat i, un cop al bosc, es van organitzar per contraatacar, de manera que finalment van obtenir la victòria. Cada 5 de juny, a Roma es festejava aquest dia agraint als déus la protecció dels ciutadans durant la fugida.
L'historiador Macrobi, va situar erròniament aquesta festa en les nones i diu que la fugida va ser per un atac dels toscans.
La versió de Dionís d'Halicarnàs és bastant diferent, ja que situa la fugida amb un fet relacionat amb la mort del rei Ròmul. Dionís es basava en un passatge de Titus Livi que narrava la següent llegenda: Ròmul va morir i el seu cos va desaparèixer durant una violenta tempesta, que se'l va endur pels cels. Les seves tropes el buscaven desconsolats a prop del pantà de la Cabra. Llavors Ròmul es va aparèixer a un d'ells per tranquil·litzar-los amb el següent missatge:
«Romans, va dir Proculus Julius, Ròmul, pare de la nostra ciutat ha baixat dels cels a trenc d'alba i s'ha aparegut davant dels meus ulls; i, mentre jo m'estava dret davant d'ell, ple d'admiració i reverència, li vaig demanar si em permetia mirar-lo a la cara: "Ves, m'ha dit, i anuncia als romans que la voluntat del cel és fer de la meva Roma la capital del món. Que posin en pràctica doncs, l'art de la guerra. Que aprenguin i ensenyen als seus fills que cap poder humà no pot superar les armes romanes." En dient això, es va alçar en l'aire i es va allunyar.» 
Amb aquest fet sorprenent els romans van comprendre que el seu rei s'havia convertit en un déu i el van identificar amb Quirí.